# Final de la Liga Nacional de Básquet 2013-14
La final de la Liga Nacional de Básquet 2013/14 fue la trigésima final disputada y tuvo lugar entre el 21 de mayo al 5 de junio de 2014. La disputaron Regatas Corrientes y Peñarol.
Se disputó al mejor de siete juegos como se hace desde la temporada 1990/91, consagrándose campeón aquel equipo que llegase a vencer en cuatro partidos.
Como Regatas se clasificó primero en la segunda fase de la LNB, obtuvo la ventaja de localías, disputando como mucho, cuatro de los siete partidos como local.
Aparte de disputar la final por el título, ambos equipos lograron la clasificación a la siguiente edición de la Liga de las Américas.
Tras seis juegos, Peñarol se consagró campeón obteniendo así su quinto título de Liga y su cuarto título en cinco años.

## Camino a la final

### Regatas
Regatas comenzó la temporada como campeón defensor y uno de los máximos favoritos a retener el título. El club se reforzó con Phillip Hopson y Fernando Martina quienes se sumaron a Miguel Gerlero, Nicolás Romano, Javier Martínez y Pedro Calderón entre otros.
Comenzó la temporada disputando el partido inaugural el 9 de octubre ante Atenas, como visitante en el Polideportivo Municipal Carlos Cerutti. Ese partido fue victoria del elenco correntino por 95 - 90.
| Equipo             | Primera fase - Zona Norte | Primera fase - Zona Norte | Primera fase - Zona Norte | Primera fase - Zona Norte | Primera fase - Zona Norte | Segunda fase | Segunda fase | Segunda fase | Segunda fase | Segunda fase | Segunda fase |
| Equipo             | PJ                        | PG                        | PP                        | Pts                       | Pos                       | Ar           | PJ           | PG           | PP           | Pts          | Pos          |
| ------------------ | ------------------------- | ------------------------- | ------------------------- | ------------------------- | ------------------------- | ------------ | ------------ | ------------ | ------------ | ------------ | ------------ |
| Regatas Corrientes | 14                        | 12                        | 2                         | 26                        | 1.º                       | 13.0         | 30           | 25           | 5            | 68.0         | 1.º          |

Además de disputar la Liga, como campeón argentino, el club disputó la Liga de las Américas 2014. Participó en el "Grupo C", donde finalizó primero y clasificó a la segunda fase. Ya en la segunda fase, el club finalizó tercero en el "Grupo F" y no accedió al "Final-four".
Al ser el mejor ubicado en la tabla de la segunda fase, Regatas accedió a los cuartos de final de manera automática, y además obtiene ante cualquier rival la ventaja de localias.
En los cuartos de final, "el fantasma" se enfrentó a Quimsa, al cual derrotó en cuatro juegos.
En semifinales se enfrentó a la "revelación" Argentino de Junín, equipo que había eliminado al cuarto mejor ubicado Libertad de Sunchales en cuatro juegos. La serie de semifinales comenzó con dos victorias en Corrientes, 77 - 69 y 74 - 68, las cuales acercaron al "fantasma" a la final, sin embargo, restaba visitar El Fortín de las Morochas. En ese tercer encuentro, el conjunto correntino se impuso con un ajustado 72 a 68 y con ello clasificó por segunda vez consecutiva a la final.

### Peñarol
Peñarol comenzó la temporada disputando el clásico ante Quilmes en el Polideportivo Islas Malvinas, el cual ganó 91 a 86.
El club se reforzó con Isaac Sosa y Eshaunte Jones que se sumaron a Martín Darío Leiva, Facundo Campazzo, Adrián Boccia, Franco Giorgetti entre otros.
| Equipo  | Primera fase - Zona Sur | Primera fase - Zona Sur | Primera fase - Zona Sur | Primera fase - Zona Sur | Primera fase - Zona Sur | Segunda fase | Segunda fase | Segunda fase | Segunda fase | Segunda fase | Segunda fase |
| Equipo  | PJ                      | PG                      | PP                      | Pts                     | Pos                     | Ar           | PJ           | PG           | PP           | Pts          | Pos          |
| ------- | ----------------------- | ----------------------- | ----------------------- | ----------------------- | ----------------------- | ------------ | ------------ | ------------ | ------------ | ------------ | ------------ |
| Peñarol | 14                      | 9                       | 5                       | 23                      | 2.º                     | 11.5         | 30           | 24           | 6            | 65.5         | 2.º          |

Además de disputar la Liga, el milrayitas participó en la Liga Sudamericana de Clubes 2013, donde disputó el Grupo C en Ambato. Finalizó segundo de dicho grupo y accedió a la segunda fase, donde en Montevideo, terminó tercero del Grupo F y no logró el pase al Final-four.
También participó en el Torneo Súper 8 2013, del cual fue campeón.
Al terminar como segundo en la segunda fase accedió a los cuartos de final de manera directa, donde enfrentó a Quilmes en una reedición del clásico, al cual derrotó en cuatro juegos y accedió a las semifinales por octavo año consecutivo.
En las semifinales se enfrentó a Boca Juniors, tercero mejor en la fase regular, y que había disputado la serie de cuartos de final más larga (cinco juegos). El "milrayitas" superó en tres juegos al elenco de Capital Federal, con dos grandes partidos el segundo y el tercero, y tras haber vencido muy justamente en el primero.

## Desarrollo

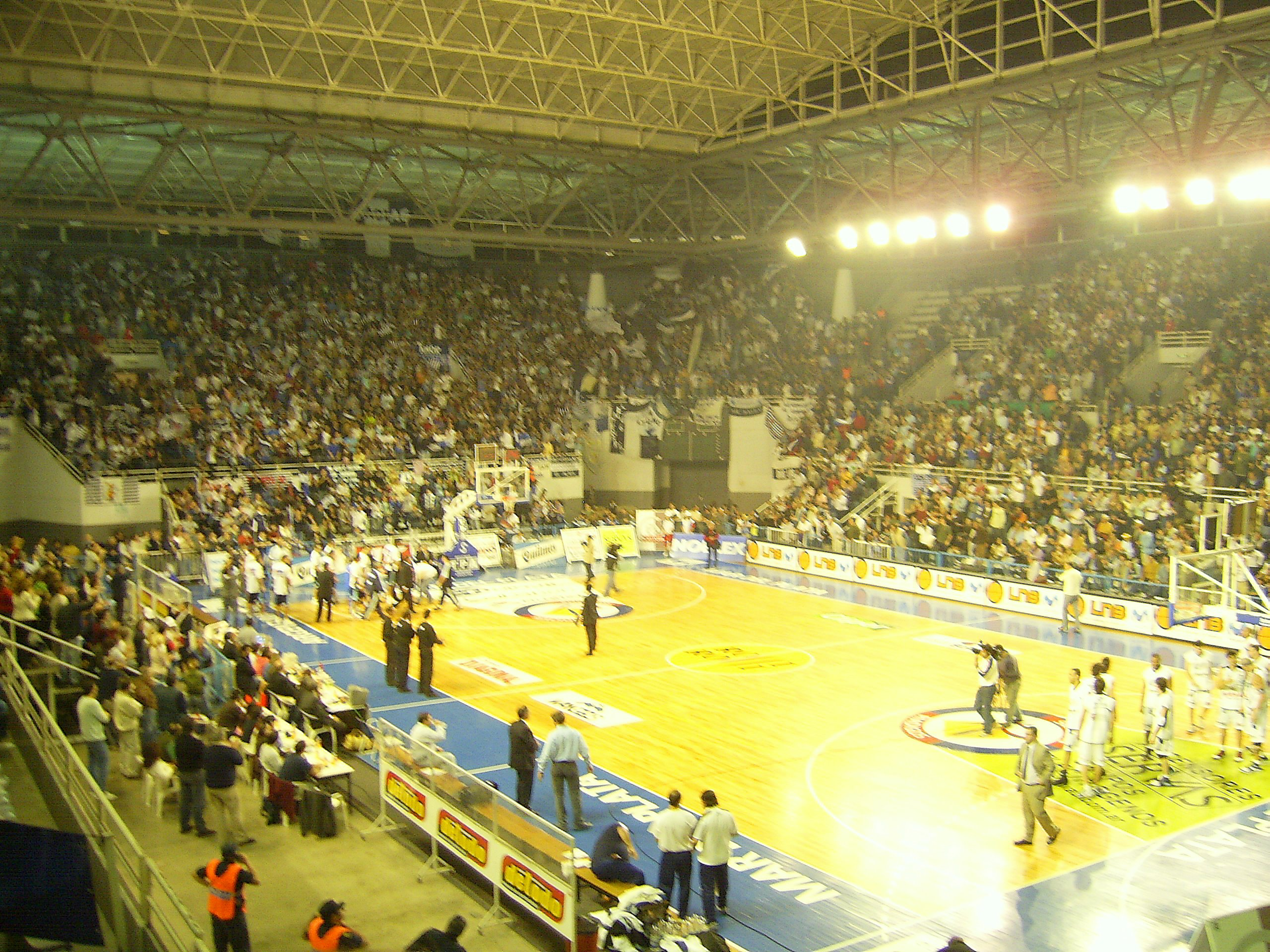
Polideportivo Islas Malvinas, sede de los juegos 3, 4 y 6.

Como antecedentes directos a la final se tienen los dos partidos por liga que disputaron entre sí ambos equipos. En la fecha tres, Peñarol recibió a Regatas y lo derrotó por 90 a 86. En la vigésima primera fecha, Regatas hospedó al "milrayitas", venciéndolo por 4 puntos de diferencia, 80 a 76.
La final fue el partido más esperado, se enfrentaban el primero y el segundo de la fase regular. A su vez, Regatas llegaba como campeón vigente.

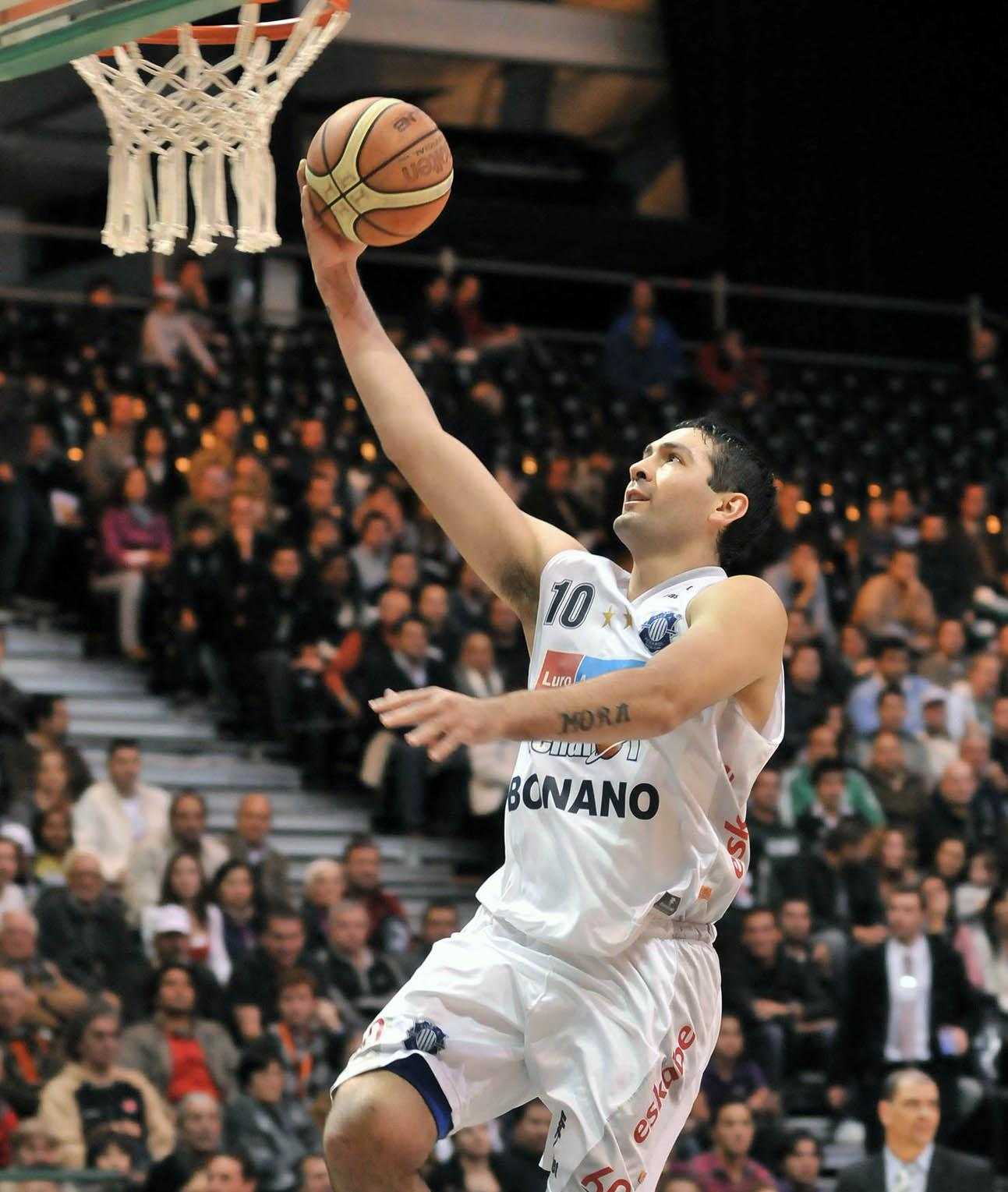
Leo Gutiérrez jugó su 12.ª final de liga.

Ya que el equipo correntino terminó mejor ubicado que el marplantense, los dos primeros partidos se jugaron en el Contte. La primera final se disputó ante un estadio colmado de público, algunas entradas se habían adquirido incluso una semana antes del encuentro. Entre otros datos de interés, el equipo "milrayitas" contó con Leonardo Gutiérrez, quien disputó su duodécima final de Liga, un récord. Por el otro equipo estaba Paolo Quinteros, que obtuvo títulos en Estudiantes de Olavarría, Boca Juniors y el ya mencionado en Regatas.
En la previa, Regatas llegaba a esta instancia habiendo perdido tan solo un partido en su casa, ante Argentino de Junín. El miércoles 21 de mayo se jugó el primer partido, encuentro que terminó con victoria del equipo local 86 a 77. El jugador más destacado fue Facundo Campazzo del elenco visitante, que terminó con 25 puntos, 3 rebotes y 8 asistencias. En el elenco local, Paolo Quinteros terminó con 22 puntos, 1 rebote y 2 asistencias. También se destacó Javier Martínez, quien a pesar de haber jugado tan solo veinte minutos, fue decisivo para obtener la ventaja definitiva en el cuarto período.
El encuentro comenzó con unos minutos de transición hasta que el "remero" comenzó con una ventaja de 8-2, luego el "milrayitas" dio vuelta el resultado y terminó el primer cuarto ganando 16 a 14. En el segundo cuarto, el elenco marplatense comenzó con el dominio, pero luego los locales dieron vuelta el resultado y terminaron ganando 40-31 (28 a 17 el parcial). El tercer cuarto fue para el visitante, que lo ganó por seis, sin embargo, en el resultado seguía abajo, pero tan solo por tres, 60 a 57. El último cuarto fue el más "picante". El primer jugador en salir fue Leo Gutiérrez, quien cometió infracción antideportiva frente a Miguel Gerlero, y tras quejarse al árbitro, este último le cobró falta técnica y quedó fuera del partido. Regatas aprovechó la falta de un jugador determinante para el elenco visitante y pasó a superarlo por catorce (77 a 63) a falta de 4 minutos, la cual fue decisiva para obtener así la victoria. Con el resultado de 86 a 77, Regatas logró el primer punto de la serie.

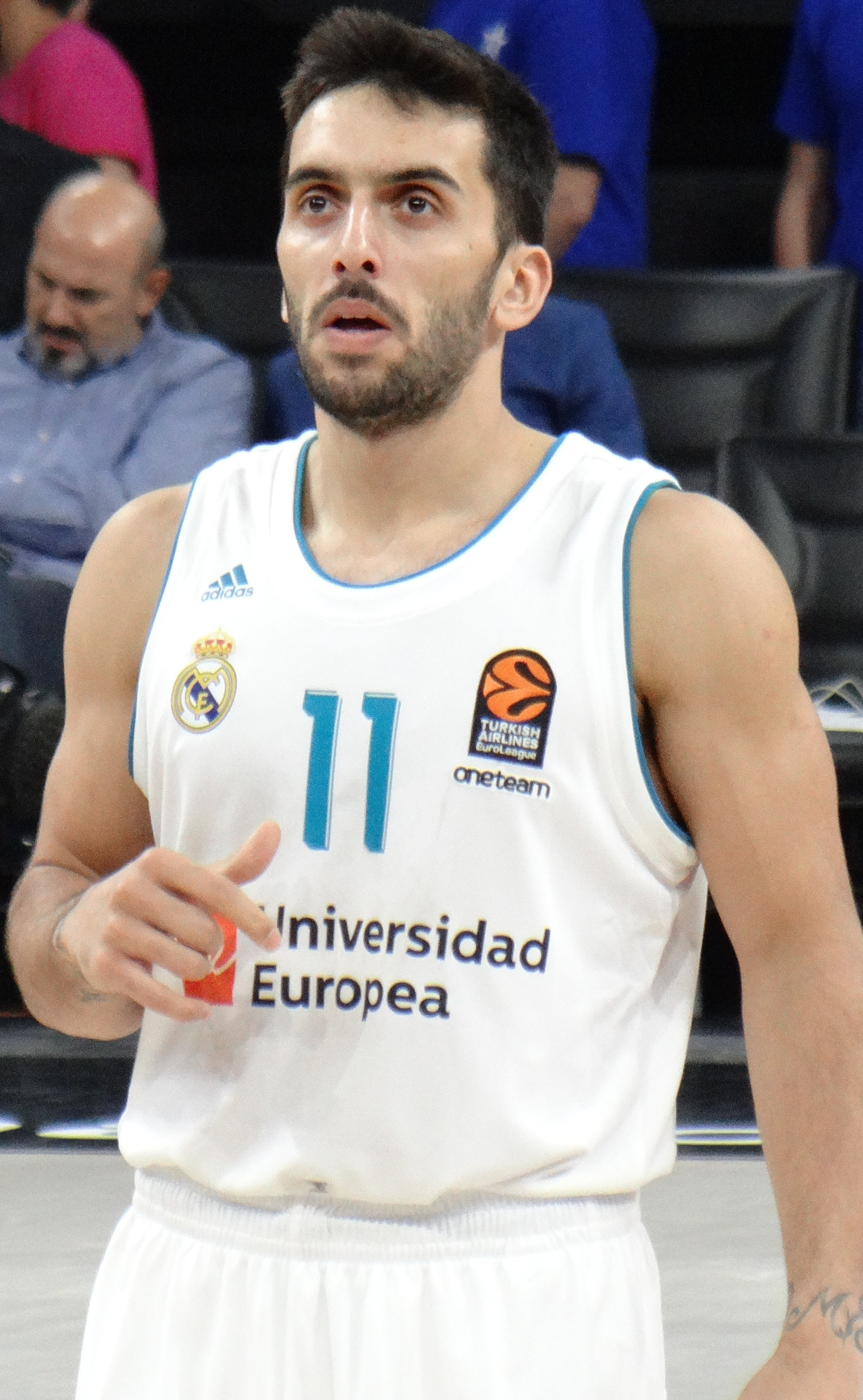
Facu Campazzo

El segundo encuentro se disputó dos días después del primero, el viernes 23 de mayo. Para este encuentro, el "milrayitas" mejoró bastante su juego y dominó a un Regatas que no pudo realizar lo planeado. Peñarol arrancó ganando el primer cuarto y con una gran defensa, tal es así que el "remero" no acertó ninguno de los cinco triples que lanzó. 24 a 16 terminó el primer cuarto, y 24 a 17 el segundo, una diferencia de 15 (48 a 33) sacaron los marplatenses al cabo del primer tiempo. Para el tercer cuarto la distancia se estiró hasta 25 puntos, pero Regatas reaccionó y llegó a una diferencia de siete (51 a 69) aunque no le bastó y también perdió ese cuarto. El último cuarto sirvió para que Peñarol estire su ventaja y sume más de cien tantos, y así lograr igualar la serie en un partido para cada uno. El mejor jugador del encuentro fue Facundo Campazzo, quien logró 21 puntos, 5 rebotes y 9 asistencias.
Tal como había predicho Leo Gutiérrez, "Facu" fue el jugador más determinante para Peñarol en ambos partidos.

un técnico siempre me inculcó que el base es el jefe del equipo y Facu, por jugar en esa posición y todo lo que progresó, es el jefe de Peñarol. A los 23 años demuestra que está en un escalón por encima nuestro y de todos los jugadores de la Liga.
Leonardo Gutiérrez, entrevista para el Diario Olé

A la salida sucedieron una serie de incidentes entre los hinchas visitantes y la policía.
Nicolás Casalánguida, técnico de los correntinos planteó que la disparidad en los dos partidos pasó por la defensa del "fantasma".

Si seguimos defendiendo así no vamos a ganar. Varios jugadores de Peñarol están jugando como quieren y eso no puede pasar
Nicolás Casalánguida

Campazzo también lo atribuyó a la defensa, pero a la defensa "milrayitas".

Si defendemos duro y parámos a los jugadores importantes de Regatas, logramos correr la cancha y tenemos buenos tiros, sobre todo cómodos y cerca del aro, eso es beneficioso para nosotros.
Facundo Campazzo

Ya en Mar del Plata para el tercer juego, Regatas tenía como última victoria en el Polideportivo Islas Malvinas, una en la temporada 2005/06 por la reclasificación. El martes 27 de mayo se jugó el partido.
El encuentro comenzó el partido de gran manera, tal es el caso que logró una diferencia de 13 en el primer tiempo.  El primer parcial fue íntegramente local, 28 a 18, con unos cuatro últimos minutos muy buenos (21 a 2). El segundo también fue "milrayita" 22 a 19. Regatas no logró contrarrestar a un Peñarol que logró ganar también el tercer parcial 24 a 17, y ya con esta diferencia, y con jugadores suplentes por parte del marplatense en cancha, el equipo correntino ganó el último cuarto 23 a 20. Adrián Boccia fue la figura del encuentro con 27 puntos, 6 rebotes y 6 asistencias, mientras que por el lado del visitante, Fernando Martina, quien fuese galardonado como el jugador de mayor progreso, terminó 19 puntos, 8 rebotes y 2 asistencias.

Peñarol nos ganó bien, jugó bien. Nosotros no defendimos como queríamos defender. Incluso en el primer cuarto tenían 28 puntos y de esa manera nos va mal. Ya cuando entrás al partido con 28 puntos, con Boccia y Gutiérrez jugando como quieren, lo primero es corregir esas cosas.
Nicolás Casalánguida

En la previa del cuarto partido estaba como principal tema de conversación la posibilidad de que sea el último partido para Facundo Campazzo, quien no continuaría en la institución marplatense. Minutos antes del comienzo del juego sucedió un hecho inesperado, uno de los aros del "poli" estaba levemente inclinado, y por ello el encuentro se demoró una hora.

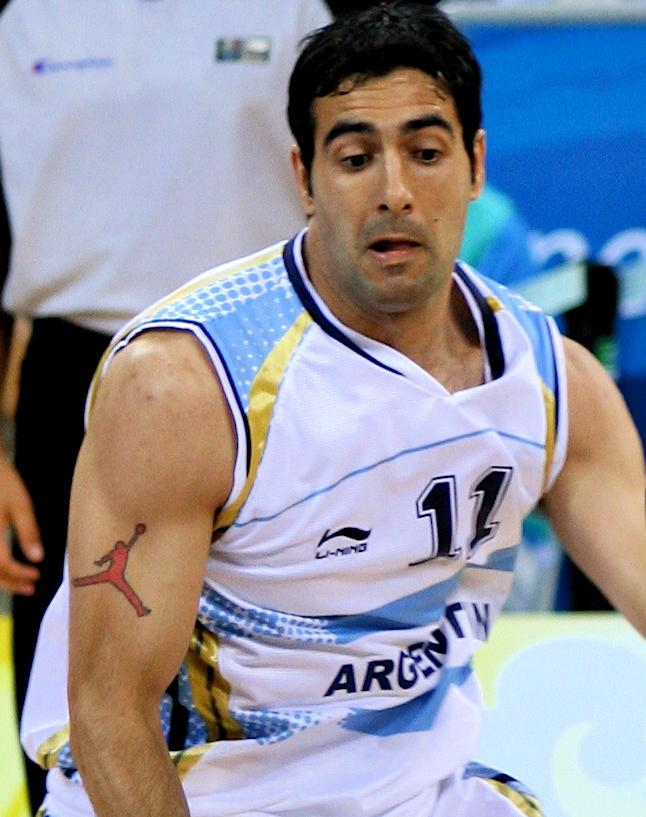
Paolo Quinteros marcó 42 puntos en el cuarto juego.

El partido comenzó con un Regatas que varió los cinco iniciales por segundo juego consecutivo. Peñarol logró ganar el primer cuarto por 6, 27 a 21, pero bajo su nivel cuando se produjeron los primeros cambios en el segundo cuarto, y el "fantasma" redujo diferencias. El elenco correntino mejoró su juego respecto de los anteriores juegos pero aun así no le alcanzó por falencias propias.
El segundo tiempo fue cuando apareció por completo Paolo Quinteros, que comenzó a aumentar el nivel individual, pero sin embargo, el equipo no lo acompañó. En el último cuarto Regatas por mano de Quinteros comenzó a acortar la diferencia, con 16 a 1 y más tarde logró ponerse a 2 de Peñarol, que ganaba 81 a 79, pero Campazzo convirtió dos triples seguidos para aumentar la ventaja. El partido finalizó con victoria del "milrayitas" 95 a 91.
Este cuarto juego fue quizás el más peleado y parejo de la serie, que tuvo como principal figura a Paolo Quinteros, quien con 42 puntos logró un récord en la institución correntina, el de ser el máximo anotador en un partido. Pero no fue la mejor noche de Paolo, que tuvo varias discusiones con los árbitros de turno.

El equipo dio un vuelco total. Salió a buscar el juego más allá de la desventaja que llevábamos. En ningún momento lo entregamos como lo habíamos hecho en los partidos anteriores. Peñarol se fue con otra sensación esta noche, no se divirtió como los otros dos partidos.
Fue un partido parejo que se definió a lo último. Tenemos que ir a casa, ganar y volver a Mardel a buscar un partido, siempre y cuando nos dejen jugar al básquet. Algunos dirán que soy un llorón, no me importa. Pero creo que en los minutos finales no fue criterioso el arbitraje
Paolo Quinteros

Ganamos a pesar de la gran noche de Paolo (Quinteros), que estuvo realmente intratable. Lo defendimos todos y no pudimos con él. Lo importante es que el equipo ganó y que esa dependencia que tiene Regatas de Paolo seguramente va a ser una presión para ellos.
Adrián Boccia

El quinto juego llevó la serie a Corrientes nuevamente, a un Estadio José Jorge Contte que solo vio público local, ya que el ente de seguridad prohibió el público visitante. Regatas fue muy superior a Peñarol y lo venció 104 a 73 con un rendimiento colectivo muy superior a los anteriores encuentros. El partido comenzó con igualdad a 12 en los primeros cinco minutos, pero el "remero" logró 13 puntos en lo que Peñarol tres y el primer cuarto terminó con 10 de diferencia. El "fantasma" logró en el segundo cuarto su máxima diferencia, con 28 puntos (49 a 31) con el detalle de que ningún jugador sobresalió por encima de los demás. El primer tiempo finalizó 54 a 36 y la superioridad continuó para la segunda parte. Durante el tercer cuarto la ventaja aumentó, con Regatas llegando casi al doble de puntos que Peñarol, es por ello que para el último cuarto entraron todos jugadores suplentes. Regatas ganó su segundo punto en la serie y se jugó un sexto encuentro.
El sexto partido tuvo lugar el 5 de junio en el Polideportivo Municipal de Mar del Plata. Ante 8 000 personas, el partido comenzó con Peñarol dominado y ganó el primer cuarto 24 a 19. En el segundo cuarto el "milrayitas" mantuvo la ventaja y lo ganó 20 a 10, ganando el primer tiempo 44 a 29, una diferencia de 15. El tercer cuarto fue de muy bajo nivel, con ambos equipos no marcando más de 20 puntos producto de unas buenas defensas. El último cuarto lo tuvo a Regatas abajo por dieciocho, fue allí cuando apareció Paolo Quinteros y marcó 10 puntos en 5 minutos. Ante la salida de Martín Leiva por acumulación de faltas en Peñarol, el "fantasma" comenzó a disminuir la diferencia, pero del otro lado estaba Facundo Campazzo, que sumó 23 puntos en el cuarto y con ello el equipo marplatense terminó ganando el partido 88 a 73.

Nosotros en todos los partidos tratamos de salir lo más fuerte posible en todo el playoffs, en cuartos, semis y final. A pesar que tuvimos cosas por corregir, nunca perdimos el coraje y la fuerza. Este equipo se caracteriza porque en las malas siempre está y siempre da la cara.
Martín Leiva

Fue muy duro con Quilmes y creo que ellos nos potenciaron mucho, Ramella nos hizo un gran planteamiento de sistema de juego y de esa serie salimos muy fortalecidos. Después nos encontramos un Boca que tenía un buen equipo con jugadores muy buenos y me parece que desde la serie de Quilmes fuimos de menor a mayor.
Facundo Campazzo

## Estadísticas

### Primer juego
| 21 de mayo, 22:00 | Regatas Corrientes                                                      | 86–77                | Peñarol                                                                    | |  |  |
|                   | Parciales: 14-16, 28-17, 20-26, 24-18                                   |                      |                                                                            | |  |  |
|                   | Estadísticas Paolo Quinteros 22 Ricardo Sánchez Rosa 9 Phillip Hopson 4 | Reporte Pts Reb Asts | Estadísticas 25 Facundo Campazzo 7 Adrián Héctor Boccia 8 Facundo Campazzo | Pabellón: Estadio José Jorge Contte, Corrientes Árbitros: Pablo Alberto Estévez, Juan José María Fernández, Oscar Aníbal Brítez |  |  |
| serie 1 - 0       |                                                                         |                      |                                                                            | |  |  |
|                   |                                                                         |                      |                                                                            | |  |  |

| Regatas    | Regatas              | Regatas              | Regatas              | Regatas              | Regatas              | Regatas              |
| Jugador    | Jugador              | Pts                  | Reb                  | As                   | Val                  | Minutos              |
| ---------- | -------------------- | -------------------- | -------------------- | -------------------- | -------------------- | -------------------- |
| 1          | Phillip Hopson       | 6                    | 2                    | 4                    | 6                    | 20.02                |
| 11         | Nicolás Romano       | 17                   | 6                    | 0                    | 19                   | 23.40                |
| 13         | Paolo Quinteros      | 22                   | 1                    | 2                    | 22                   | 35.54                |
| 22         | Pedro Calderón       | 2                    | 1                    | 0                    | 0                    | 12.38                |
| 32         | Ricky Sánchez (X)    | 9                    | 9                    | 0                    | 12                   | 35.52                |
| Suplentes  |                      |                      |                      |                      |                      |                      |
| 6          | Javier Martínez      | 16                   | 3                    | 4                    | 16                   | 20.15                |
| 9          | Nicolás Brussino     | 0                    | 0                    | 0                    | -3                   | 4.06                 |
| 10         | Miguel Gerlero       | 5                    | 3                    | 1                    | 8                    | 29.19                |
| 14         | Matías Bortolín Vara | 7                    | 1                    | 1                    | 10                   | 9.55                 |
| 44         | Fernando Martina (X) | 2                    | 2                    | 0                    | -5                   | 11.22                |
| Entrenador | Entrenador           | Nicolás Casalánguida | Nicolás Casalánguida | Nicolás Casalánguida | Nicolás Casalánguida | Nicolás Casalánguida |

| Peñarol    | Peñarol            | Peñarol         | Peñarol         | Peñarol         | Peñarol         | Peñarol         |
| Jugador    | Jugador            | Pts             | Reb             | As              | Val             | Minutos         |
| ---------- | ------------------ | --------------- | --------------- | --------------- | --------------- | --------------- |
| 7          | Campazzo (X) (MVP) | 25              | 3               | 8               | 28              | 39.05           |
| 10         | Leo Gutiérrez (X)  | 6               | 4               | 0               | 1               | 28.11           |
| 11         | Martín Leiva (X)   | 5               | 3               | 0               | 7               | 21.23           |
| 25         | Ray Fisher         | 0               | 0               | 0               | -5              | 8.41            |
| 32         | Adrián Boccia      | 13              | 7               | 0               | 13              | 26.13           |
| Suplentes  |                    |                 |                 |                 |                 |                 |
| 5          | Gabriel Fernández  | 13              | 6               | 0               | 15              | 20.39           |
| 14         | Axel Weigand       | 0               | 3               | 0               | -4              | 14.43           |
| 22         | Isaac Sosa         | 7               | 0               | 0               | 5               | 10.05           |
| 24         | Franco Giorgetti   | 8               | 1               | 0               | 6               | 30.53           |
| Entrenador | Entrenador         | Fernando Rivero | Fernando Rivero | Fernando Rivero | Fernando Rivero | Fernando Rivero |

(X) indica jugador que cometió cinco faltas.

### Segundo juego
| 23 de mayo, 22:00 | Regatas Corrientes                                                   | 82–103               | Peñarol                                                                    | |  |  |
|                   | Parciales: 16-24, 17-24, 18-27, 31-28                                |                      |                                                                            | |  |  |
|                   | Estadísticas Paolo Quinteros 21 Fernando Martina 6 Paolo Quinteros 4 | Reporte Pts Reb Asts | Estadísticas 21 Facundo Campazzo 7 Adrián Héctor Boccia 9 Facundo Campazzo | Pabellón: Estadio José Jorge Contte, Corrientes Árbitros: Alejandro César Chiti, Diego Hernán Rougier, Roberto Omar Smith |  |  |
| serie 1 - 1       |                                                                      |                      |                                                                            | |  |  |
|                   |                                                                      |                      |                                                                            | |  |  |

| Regatas    | Regatas              | Regatas              | Regatas              | Regatas              | Regatas              | Regatas              |
| Jugador    | Jugador              | Pts                  | Reb                  | As                   | Val                  | Minutos              |
| ---------- | -------------------- | -------------------- | -------------------- | -------------------- | -------------------- | -------------------- |
| 1          | Phillip Hopson       | 18                   | 4                    | 3                    | 17                   | 30.57                |
| 11         | Nicolás Romano       | 8                    | 3                    | 1                    | 3                    | 28.54                |
| 13         | Paolo Quinteros      | 21                   | 2                    | 4                    | 25                   | 31.21                |
| 22         | Pedro Calderón       | 2                    | 1                    | 0                    | 2                    | 6.35                 |
| 32         | Ricky Sánchez        | 3                    | 4                    | 0                    | -1                   | 25.06                |
| Suplentes  |                      |                      |                      |                      |                      |                      |
| 6          | Javier Martínez      | 0                    | 0                    | 1                    | 0                    | 11.41                |
| 9          | Nicolás Brussino     | 2                    | 2                    | 0                    | 0                    | 14.40                |
| 10         | Miguel Gerlero       | 8                    | 2                    | 0                    | 5                    | 24.27                |
| 14         | Matías Bortolín Vara | 10                   | 3                    | 0                    | 13                   | 7.38                 |
| 44         | Fernando Martina     | 10                   | 6                    | 1                    | 13                   | 18.16                |
| Entrenador | Entrenador           | Nicolás Casalánguida | Nicolás Casalánguida | Nicolás Casalánguida | Nicolás Casalánguida | Nicolás Casalánguida |

| Peñarol    | Peñarol             | Peñarol         | Peñarol         | Peñarol         | Peñarol         | Peñarol         |
| Jugador    | Jugador             | Pts             | Reb             | As              | Val             | Minutos         |
| ---------- | ------------------- | --------------- | --------------- | --------------- | --------------- | --------------- |
| 7          | Facu Campazzo (MVP) | 21              | 5               | 9               | 34              | 30.53           |
| 10         | Leo Gutiérrez       | 8               | 3               | 1               | 8               | 30.21           |
| 11         | Martín Leiva        | 13              | 4               | 0               | 12              | 27.15           |
| 25         | Ray Fisher (X)      | 20              | 3               | 0               | 16              | 27.53           |
| 32         | Adrián Boccia       | 20              | 7               | 1               | 25              | 34.38           |
| Suplentes  |                     |                 |                 |                 |                 |                 |
| 1          | Santiago Giorgetti  | 3               | 0               | 0               | 3               | 1.42            |
| 5          | Gabriel Fernández   | 3               | 4               | 0               | 1               | 12.05           |
| 14         | Axel Weigand        | 5               | 1               | 2               | 3               | 7.37            |
| 22         | Isaac Sosa          | 0               | 0               | 0               | -2              | 4.00            |
| 24         | Franco Giorgetti    | 6               | 2               | 0               | 7               | 12.07           |
| 39         | Matías Ibarra       | 4               | 0               | 0               | 0               | 11.04           |
| Entrenador | Entrenador          | Fernando Rivero | Fernando Rivero | Fernando Rivero | Fernando Rivero | Fernando Rivero |

(X) indica jugador que cometió cinco faltas.

### Tercer juego
| 27 de mayo, 22:00 | Peñarol                                                              | 94–77                | Regatas Corrientes                                                   | |  |  |
|                   | Parciales: 28-18, 22-19, 24-17, 20-23                                |                      |                                                                      | |  |  |
|                   | Estadísticas Adrián Boccia 27 Martín Leiva 11 Adrián Héctor Boccia 6 | Reporte Pts Reb Asts | Estadísticas 19 Fernando Martina 8 Fernando Martina 9 Phillip Hopson | Pabellón: Polideportivo Islas Malvinas, Mar del Plata Árbitros: Daniel Rodrigo, Alejandro Ramallo, Sergio Gabriel Tarifeño |  |  |
| serie 2 - 1       |                                                                      |                      |                                                                      | |  |  |
|                   |                                                                      |                      |                                                                      | |  |  |

| Peñarol    | Peñarol             | Peñarol         | Peñarol         | Peñarol         | Peñarol         | Peñarol         |
| Jugador    | Jugador             | Pts             | Reb             | As              | Val             | Minutos         |
| ---------- | ------------------- | --------------- | --------------- | --------------- | --------------- | --------------- |
| 7          | Campazzo            | 7               | 5               | 3               | 11              | 26.27           |
| 10         | Leo Gutiérrez       | 18              | 4               | 3               | 19              | 26.15           |
| 11         | Martín Leiva        | 7               | 11              | 2               | 18              | 23.56           |
| 25         | Ray Fisher          | 5               | 1               | 1               | 3               | 21.05           |
| 32         | Adrián Boccia (MVP) | 27              | 6               | 6               | 37              | 31.20           |
| Suplentes  |                     |                 |                 |                 |                 |                 |
| 5          | Gabriel Fernández   | 7               | 0               | 1               | 4               | 14.58           |
| 12         | Julián Morales      | 0               | 1               | 0               | 1               | 1.32            |
| 14         | Axel Weigand        | 3               | 2               | 0               | 3               | 14.45           |
| 22         | Isaac Sosa          | 0               | 0               | 0               | 0               | 0.06            |
| 24         | Franco Giorgetti    | 10              | 7               | 1               | 9               | 26.03           |
| 39         | Matías Ibarra       | 10              | 0               | 0               | 7               | 13.33           |
| Entrenador | Entrenador          | Fernando Rivero | Fernando Rivero | Fernando Rivero | Fernando Rivero | Fernando Rivero |

| Regatas    | Regatas               | Regatas              | Regatas              | Regatas              | Regatas              | Regatas              |
| Jugador    | Jugador               | Pts                  | Reb                  | As                   | Val                  | Minutos              |
| ---------- | --------------------- | -------------------- | -------------------- | -------------------- | -------------------- | -------------------- |
| 1          | Phillip Hopson        | 8                    | 5                    | 9                    | 11                   | 24.29                |
| 10         | Miguel Gerlero        | 9                    | 5                    | 0                    | 5                    | 25.36                |
| 13         | Paolo Quinteros       | 11                   | 1                    | 1                    | 5                    | 26.53                |
| 32         | Ricky Sánchez         | 5                    | 0                    | 1                    | -1                   | 16.06                |
| 44         | Fernando Martina      | 19                   | 8                    | 2                    | 26                   | 26.36                |
| Suplentes  |                       |                      |                      |                      |                      |                      |
| 4          | Carlos Manuel Buendía | 0                    | 0                    | 0                    | 0                    | 1.32                 |
| 6          | Javier Martínez       | 5                    | 1                    | 1                    | 4                    | 18.32                |
| 9          | Nicolás Brussino      | 12                   | 5                    | 0                    | 14                   | 21.36                |
| 11         | Nicolás Romano        | 4                    | 2                    | 1                    | 2                    | 19.04                |
| 14         | Matías Bortolín Vara  | 4                    | 5                    | 0                    | 3                    | 19.36                |
| Entrenador | Entrenador            | Nicolás Casalánguida | Nicolás Casalánguida | Nicolás Casalánguida | Nicolás Casalánguida | Nicolás Casalánguida |

(X) indica jugador que cometió cinco faltas.

### Cuarto juego
| 29 de mayo, 23:00 | Peñarol                                                                  | 95–91                | Regatas Corrientes                                                   | |  |  |
|                   | Parciales: 27-21, 18-15, 25-19, 25-36                                    |                      |                                                                      | |  |  |
|                   | Estadísticas Facundo Campazzo 25 Leonardo Gutiérrez 5 Facundo Campazzo 6 | Reporte Pts Reb Asts | Estadísticas 42 Paolo Quinteros 7 Fernando Martina 3 Javier Martínez | Pabellón: Polideportivo Islas Malvinas, Mar del Plata Árbitros: Fernando Sampietro, Fabricio Leonardo Vito, Oscar Aníbal Brítez |  |  |
| serie 3 - 1       |                                                                          |                      |                                                                      | |  |  |
|                   |                                                                          |                      |                                                                      | |  |  |

| Peñarol    | Peñarol            | Peñarol         | Peñarol         | Peñarol         | Peñarol         | Peñarol         |
| Jugador    | Jugador            | Pts             | Reb             | As              | Val             | Minutos         |
| ---------- | ------------------ | --------------- | --------------- | --------------- | --------------- | --------------- |
| 7          | Facundo Campazzo   | 25              | 4               | 6               | 36              | 36.01           |
| 10         | Leonardo Gutiérrez | 15              | 5               | 2               | 10              | 31.03           |
| 11         | Martín Leiva       | 18              | 3               | 0               | 18              | 26.44           |
| 25         | Ray Fisher         | 10              | 0               | 1               | 6               | 26.31           |
| 32         | Adrián Boccia      | 19              | 4               | 3               | 21              | 36.09           |
| Suplentes  |                    |                 |                 |                 |                 |                 |
| 5          | Gabriel Fernández  | 0               | 2               | 0               | -2              | 12.23           |
| 14         | Axel Weigand       | 0               | 4               | 0               | -2              | 9.24            |
| 22         | Isaac Sosa         | 6               | 0               | 0               | 3               | 4.11            |
| 24         | Franco Giorgetti   | 2               | 1               | 0               | 2               | 13.35           |
| 39         | Matías Ibarra      | 0               | 1               | 0               | -1              | 3.59            |
| Entrenador | Entrenador         | Fernando Rivero | Fernando Rivero | Fernando Rivero | Fernando Rivero | Fernando Rivero |

| Regatas    | Regatas               | Regatas              | Regatas              | Regatas              | Regatas              | Regatas              |
| Jugador    | Jugador               | Pts                  | Reb                  | As                   | Val                  | Minutos              |
| ---------- | --------------------- | -------------------- | -------------------- | -------------------- | -------------------- | -------------------- |
| 6          | Javier Martínez (X)   | 5                    | 4                    | 3                    | 5                    | 20.41                |
| 11         | Nicolás Romano        | 11                   | 7                    | 0                    | 3                    | 30.16                |
| 13         | Paolo Quinteros (MVP) | 42                   | 1                    | 3                    | 42                   | 38.47                |
| 32         | Ricky Sánchez         | 11                   | 2                    | 0                    | 9                    | 29.24                |
| 44         | Fernando Martina      | 10                   | 7                    | 0                    | 12                   | 27.28                |
| Suplentes  |                       |                      |                      |                      |                      |                      |
| 1          | Phillip Hopson (X)    | 7                    | 4                    | 3                    | 7                    | 19.00                |
| 9          | Nicolás Brussino      | 3                    | 4                    | 1                    | 7                    | 12.56                |
| 10         | Miguel Gerlero        | 0                    | 0                    | 0                    | -6                   | 8.56                 |
| 22         | Pedro Calderón        | 2                    | 4                    | 1                    | 2                    | 12.32                |
| Entrenador | Entrenador            | Nicolás Casalánguida | Nicolás Casalánguida | Nicolás Casalánguida | Nicolás Casalánguida | Nicolás Casalánguida |

(X) indica jugador que cometió cinco faltas.

### Quinto juego
| 2 de junio, 22:00 | Regatas Corrientes                                                | 104–73               | Peñarol                                                                  | |  |  |
|                   | Parciales: 25-15, 29-21, 28-15, 22-22                             |                      |                                                                          | |  |  |
|                   | Estadísticas Paolo Quinteros 18 Nicolás Romano 7 Phillip Hopson 7 | Reporte Pts Reb Asts | Estadísticas 15 Facundo Campazzo 6 Martín Darío Leiva 3 Facundo Campazzo | Pabellón: Estadio José Jorge Contte, Corrientes Árbitros: Pablo Alberto Estévez, Alejandro César Chiti, Juan José María Fernández |  |  |
| serie 2 - 3       |                                                                   |                      |                                                                          | |  |  |
|                   |                                                                   |                      |                                                                          | |  |  |

| Regatas    | Regatas               | Regatas              | Regatas              | Regatas              | Regatas              | Regatas              |
| Jugador    | Jugador               | Pts                  | Reb                  | As                   | Val                  | Minutos              |
| ---------- | --------------------- | -------------------- | -------------------- | -------------------- | -------------------- | -------------------- |
| 6          | Javier Martínez       | 10                   | 1                    | 3                    | 6                    | 15.53                |
| 11         | Nicolás Romano        | 8                    | 7                    | 2                    | 18                   | 26.53                |
| 13         | Paolo Quinteros       | 18                   | 3                    | 0                    | 20                   | 22.25                |
| 32         | Ricky Sánchez         | 9                    | 3                    | 1                    | 10                   | 19.47                |
| 44         | Fernando Martina      | 12                   | 6                    | 0                    | 17                   | 15.51                |
| Suplentes  |                       |                      |                      |                      |                      |                      |
| 1          | Phillip Hopson (MVP)  | 18                   | 2                    | 7                    | 23                   | 34.41                |
| 5          | Carlos Manuel Buendía | 0                    | 0                    | 0                    | -2                   | 3.52                 |
| 9          | Nicolás Brussino      | 4                    | 4                    | 0                    | 2                    | 23.06                |
| 10         | Miguel Gerlero        | 10                   | 1                    | 0                    | 2                    | 23.06                |
| 14         | Matías Bortolín Vara  | 11                   | 4                    | 0                    | 10                   | 24.37                |
| 22         | Pedro Calderón        | 4                    | 2                    | 4                    | 8                    | 28.45                |
| 45         | Renzo Olivetti        | 0                    | 1                    | 0                    | 1                    | 1.51                 |
| Entrenador | Entrenador            | Nicolás Casalánguida | Nicolás Casalánguida | Nicolás Casalánguida | Nicolás Casalánguida | Nicolás Casalánguida |

| Peñarol    | Peñarol            | Peñarol         | Peñarol         | Peñarol         | Peñarol         | Peñarol         |
| Jugador    | Jugador            | Pts             | Reb             | As              | Val             | Minutos         |
| ---------- | ------------------ | --------------- | --------------- | --------------- | --------------- | --------------- |
| 7          | Facundo Campazzo   | 15              | 0               | 3               | 13              | 34.31           |
| 10         | Leo Gutiérrez      | 10              | 3               | 1               | 9               | 23.39           |
| 11         | Martín Leiva       | 4               | 6               | 1               | 9               | 18.53           |
| 25         | Ray Fisher         | 0               | 3               | 0               | -1              | 11.20           |
| 32         | Adrián Boccia      | 6               | 1               | 1               | 5               | 22.26           |
| Suplentes  |                    |                 |                 |                 |                 |                 |
| 1          | Santiago Giorgetti | 0               | 0               | 0               | 0               | 1.31            |
| 5          | Gabriel Fernández  | 11              | 4               | 0               | 13              | 31.00           |
| 12         | Julián Morales     | 0               | 0               | 1               | 0               | 1.33            |
| 14         | Axel Weigand       | 5               | 1               | 0               | 0               | 26.28           |
| 22         | Isaac Sosa         | 8               | 2               | 0               | 7               | 26.01           |
| 24         | Franco Giorgetti   | 10              | 4               | 0               | 13              | 38.47           |
| 39         | Matías Ibarra      | 4               | 1               | 2               | 5               | 13.51           |
| Entrenador | Entrenador         | Fernando Rivero | Fernando Rivero | Fernando Rivero | Fernando Rivero | Fernando Rivero |

(X) indica jugador que cometió cinco faltas.

### Sexto juego
| 5 de junio, 22:00 | Peñarol                                                         | 88–73                | Regatas Corrientes                                                 | |  |  |
|                   | Parciales: 24-19, 20-10, 17-14, 27-30                           |                      |                                                                    | |  |  |
|                   | Estadísticas Facundo Campazzo 32 Martín Leiva 8 Adrián Boccia 5 | Reporte Pts Reb Asts | Estadísticas 24 Paolo Quinteros 8 Nicolás Romano 3 Javier Martínez | Pabellón: Polideportivo Islas Malvinas, Mar del Plata Árbitros: Pablo Alberto Estévez, Daniel Rodrigo, Diego Hernán Rougier |  |  |
| serie 4 - 2       |                                                                 |                      |                                                                    | |  |  |
|                   |                                                                 |                      |                                                                    | |  |  |

| Peñarol    | Peñarol             | Peñarol         | Peñarol         | Peñarol         | Peñarol         | Peñarol         |
| Jugador    | Jugador             | Pts             | Reb             | As              | Val             | Minutos         |
| ---------- | ------------------- | --------------- | --------------- | --------------- | --------------- | --------------- |
| 7          | Facu Campazzo (MVP) | 32              | 1               | 5               | 38              | 32.23           |
| 10         | Leo Gutiérrez (X)   | 6               | 3               | 2               | -2              | 34.15           |
| 11         | Martín Leiva        | 5               | 8               | 1               | 6               | 20.55           |
| 25         | Ray Fisher          | 10              | 3               | 0               | 11              | 20.38           |
| 32         | Adrián Boccia       | 16              | 3               | 5               | 14              | 35.25           |
| Suplentes  |                     |                 |                 |                 |                 |                 |
| 1          | Santiago Giorgetti  | 0               | 0               | 0               | 0               | 0.35            |
| 5          | Gabriel Fernández   | 6               | 5               | 0               | 11              | 14.41           |
| 14         | Axel Weigand        | 2               | 0               | 0               | 0               | 7.55            |
| 22         | Isaac Sosa          | 3               | 0               | 0               | 2               | 3.34            |
| 24         | Franco Giorgetti    | 6               | 5               | 0               | 7               | 22.30           |
| 39         | Matías Ibarra       | 2               | 1               | 1               | 3               | 6.46            |
| Entrenador | Entrenador          | Fernando Rivero | Fernando Rivero | Fernando Rivero | Fernando Rivero | Fernando Rivero |

| Regatas    | Regatas              | Regatas              | Regatas              | Regatas              | Regatas              | Regatas              |
| Jugador    | Jugador              | Pts                  | Reb                  | As                   | Val                  | Minutos              |
| ---------- | -------------------- | -------------------- | -------------------- | -------------------- | -------------------- | -------------------- |
| 6          | Javier Martínez      | 3                    | 4                    | 3                    | -1                   | 30.26                |
| 11         | Nicolás Romano       | 13                   | 8                    | 0                    | 11                   | 34.49                |
| 13         | Paolo Quinteros      | 24                   | 2                    | 3                    | 28                   | 34.06                |
| 32         | Ricky Sánchez        | 5                    | 4                    | 0                    | 3                    | 27.59                |
| 44         | Fernando Martina     | 8                    | 5                    | 0                    | 6                    | 14.33                |
| Suplentes  |                      |                      |                      |                      |                      |                      |
| 1          | Phillip Hopson (X)   | 3                    | 1                    | 2                    | -2                   | 19.02                |
| 9          | Nicolás Brussino     | 6                    | 4                    | 0                    | 6                    | 9.50                 |
| 10         | Miguel Gerlero       | 3                    | 0                    | 0                    | 1                    | 7.03                 |
| 14         | Matías Bortolín Vara | 6                    | 4                    | 0                    | 8                    | 8.16                 |
| 22         | Pedro Calderón       | 2                    | 2                    | 1                    | 4                    | 13.56                |
| Entrenador | Entrenador           | Nicolás Casalánguida | Nicolás Casalánguida | Nicolás Casalánguida | Nicolás Casalánguida | Nicolás Casalánguida |

(X) indica jugador que cometió cinco faltas.